# Meer van Jatiluhur

Het Meer van Jatiluhur (Indonesisch: Danau Jatiluhur) is een stuwmeer in Indonesië gelegen op het eiland Java, in de nabijheid van de stad Purwakarta. De oppervlakte van het meer bedraagt 8300 ha en het is maximimaal 90 meter diep.

## De dam
De dam genaamd Waduk Jatiluhur is gelegen op ongeveer 9 km van het centrum van de stad Purwakarta en de constructie van de dam begon in 1957. In de dam zijn 6 turbines opgesteld ten behoeve van de productie van elektriciteit met een gezamenlijke capaciteit van 187 MW. Het meer wordt ook gebruikt voor de irrigatie van 242.000 hectare sawahs.

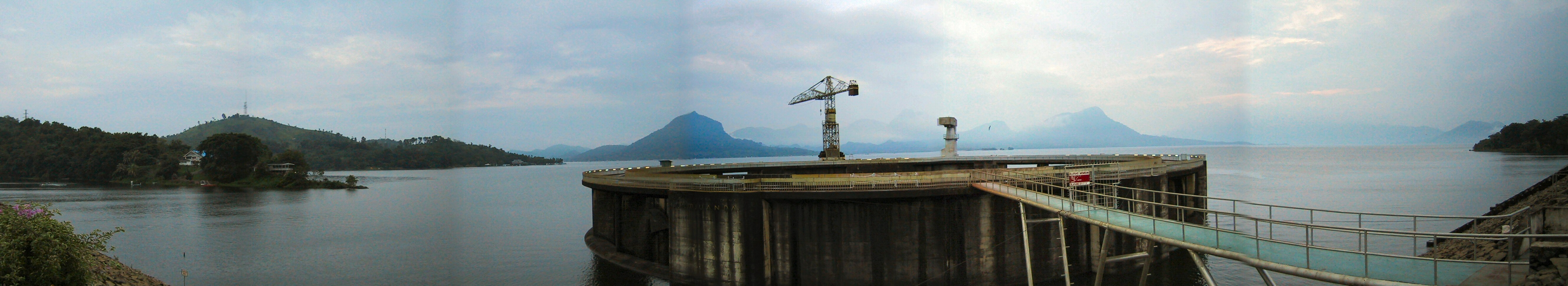
Het meer van Jatiluhur